# Metepedanus venator
Metepedanus venator – gatunek kosarza z podrzędu Laniatores i rodziny Epedanidae.

## Występowanie
Gatunek endemiczny dla wyspy Borneo.